# Közép-amerikai Labdarúgó-unió
A Közép-amerikai Labdarúgó-unió (spanyolul: Unión Centroamericana de Fútbol, angolul: Central American Football Union), vagy rövidebb és ismertebb nevén az UNCAF a közép-amerikai nemzetek labdarúgásának névleges vezető szervezete, melynek minden tagállama egyben tagja a Észak- és Közép-amerikai, Karibi Labdarúgó-szövetségek Konföderációjának, a CONCACAF-nak is.
A sportszervezet legrangosabb versenye a kétévenként megrendezett Copa Centroamericana (korábban UNCAF-nemzetek kupája), azaz a közép-amerikai kupa. A torna legsikeresebb csapata Costa Rica, mely eddig hat alkalommal hódította el a legjobb közép-amerikai nemzeti tizenegynek járó trófeát. A Copa Centroamericana számos alkalommal képezte a konföderáció legrangosabb megmérettetésének, a CONCACAF-aranykupának selejtezőjét.
Az UNCAF szervezése és irányítása alatt áll a klubcsapatok számára rendezett UNCAF-klubcsapatok kupája is, amelyen a nemzeti bajnokságok arany és ezüstérmesei indulhatnak. Hasonlóan a Copa Centroamericanához, a klubok közötti versengés három legjobb csapata a konföderáció legrangosabb tornáján, a CONCACAF-bajnokok ligáján indulhat.

## Tagországok

Az UNCAF tagnemzetei (narancssárga), CONCACAF-tagok (tevesárga)

- Belize
- Costa Rica
- Guatemala
- Honduras
- Nicaragua
- Panama
- Salvador

## Tornák

### Nemzeti labdarúgó-válogatottak számára
- Copa Centroamericana (korábban UNCAF-nemzetek kupája) – A közép-amerikai nemzetek számára rendezett nemzetközi torna, melynek első öt helyezettje jogosult a CONCACAF-aranykupán indulni.
- UNCAF U16-os torna

### Klubcsapatok számára
- UNCAF-klubcsapatok kupája – a közép-amerikai nemzeteknek klubcsapatainak rendezett versenysorozat, melynek három dobogós csapata indulhat a CONCACAF-bajnokok ligájában.

## Lásd még
- CONCACAF
- CFU
- NAFC
- CCCF